# Metachrostis vinacea
Metachrostis vinacea là một loài bướm đêm trong họ Erebidae.